# HD 104304
HD 104304は、おとめ座の恒星で、G型スペクトルの主星と、2010年に発見された赤色矮星の伴星が連星系をなしている。見かけの等級は5.5で、条件が良ければ肉眼で観測できる。主星は準巨星で、主系列を離れて巨星へと進化を始めた段階にある。
2007年、視線速度の変動に基づいて、HD 104304を公転する太陽系外惑星候補が報告されたが、2010年には2つの研究チームからそれぞれ独立に、HD 104304と共通する固有運動を持つ赤色矮星が存在することが発表された。この伴星のスペクトルは直接観測されていないが、質量は太陽の約0.21倍、M4Vのスペクトルの赤色矮星で、公転周期は約48.5年、軌道離心率は約0.29と考えられている。2007年に報告された視線速度の変動はこの伴星に由来するものと考えられており、もし他に褐色矮星や惑星質量の伴星が存在するとしても、主星から3.9天文単位以遠に83木星質量以上の伴星があれば赤色矮星と一緒に見つかったはずであり、少なくともそのような天体は存在しないとされている。